# إقليدس سكالكو
إقليدس سكالكو (16 سبتمبر 1932 - 16 مارس 2021) سياسي برازيلي شارك في تأسيس حزب الديمقراطية الاجتماعية البرازيلي، وشغل منصب نائب من 1979-1991. توفي سكالكو من جراء مرض كوفيد 19 في 16 مارس 2021 في كوريتيبا أثناء الجائحة في البرازيل.